# To-Shin Do
To-Shin Do es un arte marcial fundado por el instructor y cinturón negro del salón de la fama Stephen K. Hayes en 1997. Es una versión modernizada del ninjutsu.

## Instrucción
La instrucción difiere de la forma tradicional impartida por la organización Bujinkan del maestro Masaaki Hatsumi. La instrucción se centra en las amenazas que se encuentran en la sociedad occidental contemporánea. Además de las habilidades de combate cuerpo a cuerpo, los estudiantes están expuestos a métodos de supervivencia en entornos hostiles, protección de seguridad para dignatarios, cómo impartir clases y administrar un Dōjō, manejo de armas japonesas clásicas, ciencia de la mente de meditación y yoga para restaurar la salud. La sede de la escuela está ubicada en Dayton, Ohio, Estados Unidos.

## Historia
En 1975, Hayes viajó a Japón en busca de auténticos maestros ninja. Conoció a Masaaki Hatsumi, el 34.º gran maestro del linaje Togakure Ryū (戸隠流) ("Escuela de la Puerta Oculta") y se convirtió en el primer estadounidense en ser aceptado en la tradición Ninja. Hayes regresó a los Estados Unidos en 1981, con un cinturón negro en la organización Bujinkan bajo la dirección de su maestro, Masaaki Hatsumi, quien es el 34.º gran maestro de Togakure Ryū Ninpo Taijutsu. Fundó la Sociedad Shadows of Iga, para servir como una organización para los entusiastas del ninjutsu. Durante la década de 1980, Hayes impartió seminarios en todo el país, mantuvo un grupo de formación en Ohio y visitó Japón con frecuencia para formarse con el gran maestro Hatsumi.